# Philorus simasimensis
Philorus simasimensis är en tvåvingeart som beskrevs av Kitakami 1931. Philorus simasimensis ingår i släktet Philorus och familjen Blephariceridae. Inga underarter finns listade i Catalogue of Life.